# Emil Kremenliev
Emil Georgiev Kremenliev (in bulgaro Емил Георгиев Кременлиев?; Sofia, 13 agosto 1969) è un ex calciatore bulgaro, di ruolo difensore.

## Carriera

### Club
Cresciuto nelle giovanili dello Slavia Sofia, debuttò in prima squadra nel 1989 giocando quattro stagioni. Successivamente passò prima al Levski Sofia e poi al CSKA Sofia.
Tra il 2000 ed il 2002 ha militato nell'Union Berlino, in Germania, per poi giocare nello Spartak Varna e nel Marek Dupnitsa, ritirandosi nel 2003.

### Nazionale
Tra il 1993 ed il 1996 ha giocato 25 partite con la Bulgaria, facendo parte alle spedizioni del Campionato mondiale di calcio 1994 e del Campionato europeo di calcio 1996.

## Palmarès

### Club

#### Competizioni nazionali
- Campionato bulgaro: 2

Levski Sofia: 1993-1994, 1994-1995
- Coppa di Bulgaria: 2

Levski Sofia: 1993-1994
CSKA Sofia: 1998-1999